# Lija
Ħal Lija Málta egyik helyi tanácsa Birkirkara mellett. Lakossága 2779 fő. Attarddal és Balzannal együtt alkotják Málta Három Falvát.

## Története
Az 1967-ben felfedezett sírok tanúsága szerint már az őskorban lakott volt a terület. A mai település kezdeteit az jelentette, amikor a falu 1594-ben függetlenné vált Birkirkarától, egyben hozzácsatolták a korábban Ħ'Attardhoz tartozó Ħal-Bordi and Ħal Mann községeket. 1694-ben kezdődött el a templom építése, Gianni Barbara építész tervei alapján. A megszálló franciák egyik szállása volt a település határában álló Villa Preziosi. 1837-ben a közoktatás elindításakor Ħal Lija az elsők között kapott általános iskolát. 1919-ben az alkotmányt megalkotó bizottság három esetben is a Villa Gourgion Depiro falai között ült össze. A 20. században a máltai tűzijátékgyártás egyik fellegvára lett, a készítők 1980-ban Monacóban 1. díjat nyertek. 1994 óta Málta egyik helyi tanácsa.

## Önkormányzata
Ħal Lija irányításáért a öttagú helyi tanács felel. A jelenlegi, 7. tanács 2013 márciusában lépett hivatalba, 3 nemzeti párti és 2 munkáspárti képviselőből áll.
Polgármesterei:
- Joseph Mangion (1994-1997)
- Magda Magri Naudi (1997-2000)
- Joseph Mangion (2000-2003)
- Magda Magri Naudi (2003-2006)
- Ian Castaldi Paris (Nemzeti Párt, 2006-)

## Ünnepnapjai
- Július 6. körül: Jum Ħal-Lija: a tanács által rendezett egy hetes programsorozat
- Augusztus 6.: Urunk színeváltozása: a falu búcsúnapja. Előző este felvonulás, koncertek
- Szeptember utolsó hétvégéje: Mihály arkangyal ünnepe: a szezon utolsó tűzijátéka
- Citrus Fesztivál: 2003 óta évente rendezik meg

## Nevezetességei

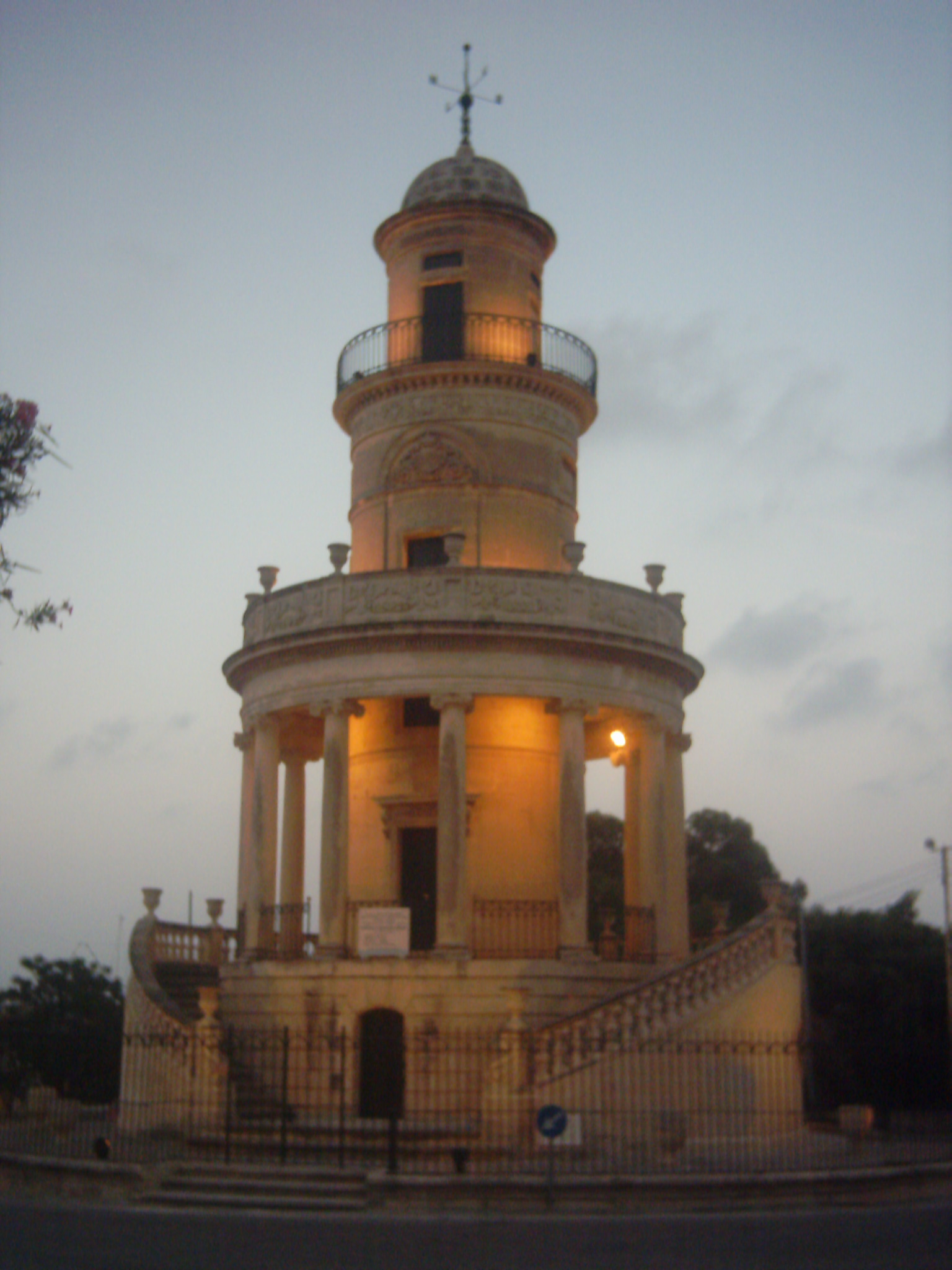
A Belvedere

### Belvedere
Máltai nevén It-Torri ta' Ħal Lija. A robusztus kilátó 1857-ben épült a Depiro család elképzelése szerint. A romos épületet 1996-ban újították fel. Csak a tanács engedélyével látogatható.

### Egyéb nevezetességei
- A plébániatemplom múzeuma
- A régi malom: a tanács engedélyével látogatható
- Ħal Mann régi temetője

## Kultúra
Band clubja a San Pio X Band Club. A Gallery G festészeti kiállítások helyszíne.

## Sport
Sportegyesületei:
- Boccia: Lija Boċċi Club
- Labdarúgás: Lija Athletics Football Club[4] (1949)
- Tenisz: Lija Tennis Club

### Labdarúgás
A városnak korábban több csapata is volt: az első a 30-as években a Lija Amateurs, majd kettő, amelyek a 40-es években megszűntek: a Lija Brighters és a Lija United. 1949-ben létrejött a Lija Athletics. A csapat nehezen indult, sokáig volt a harmadik vonal tagja, 1957-ben tömegverekedésért eltiltották a bajnokságtól, ám következő évtől megint részt vehetett. Az 1962-63-as szezonban nyerte meg először a harmadosztályt, a másodosztályból öt szezon után esett ki. Legközelebb csak kilenc év múlva jutott fel a második vonalba, ahonnan 1982-ben ismét kiesett. 1988-ban feljutott, majd a következő évben újra kiesett. 1991-ben már a harmadik vonalban volt, innen 1994-es bajnoki címével indult el felfelé, és 1996-ban már a Premier League-ben küzdött, és utolsó helyen végzett. Legközelebb a 2001-2002-es, majd a 2004-2005-ös idényt töltötte a legjobbak között, azóta újra kiesett a harmadik vonalba.

## Közlekedése
Autóval Birkirkara felől megközelíthető, a hétköznapi forgalom inkább kerülőútvonalként használja.
Autóbuszjáratai (2011. július 3. után):
- 41 (Valletta-Ċirkewwa)
- 42 (Valletta-Mosta)
- 43 (Valletta-Lija)
- 105 (Naxxar-Mosta)
- 106 (Mater Dei Kórház-Ta' Qali)
- N21 (éjszakai, San Ġiljan, körjárat)